# Secondo Donino
Secondo Donino (San Nazzaro Sesia, Provincia de Novara, Italia, 10 de enero de 1937) es un exfutbolista italiano. Se desempeñaba en la posición de centrocampista.

## Clubes
| Club              | País   | Año         |
| ----------------- | ------ | ----------- |
| Juventus F. C.    | Italia | 1956 - 1957 |
| A. C. Siena       | Italia | 1957 - 1959 |
| A. S. La Biellese | Italia | 1959 - 1960 |
| Novara Calcio     | Italia | 1960 - 1961 |
| Pro Vercelli      | Italia | 1961 - 1962 |
| A. S. Chieri      | Italia | 1962 - 1966 |